# Barbara Snellenburg
Barbara Snellenburg, ook bekend als Barbara Snellenberg (Almelo, 3 juli 1975), is een Nederlands actrice, fotomodel en mannequin. Ze is voornamelijk werkzaam in Italië, waar ze in enkele films speelde en optrad in televisieprogramma's.

## Filmografie
- 1993: Piccolo grande amore
- 1995: Pazza famiglia (televisieserie)
- 1998: Simpatici & antipatici
- 1999: Tutti gli uomini del deficiente
- 1999: The Underground Comedy Movie
- 2001: Let's Have the Truth About Love (La verità, vi prego, sull'Amore)
- 2002: Don Matteo (televisieserie)
- 1999–2007: Casa Vianello (televisieserie)